# Gelencsér János (festő)
Gelencsér János (Pécs, 1960. április 6.– ) magyar festő.

## Életútja
A Lantos Ferenc és a Halász Károly által megszervezett Paksi Vizuális Telep tagja volt, itt szerzett képzőművészeti ismereteket és gyakorlatot. 1984 óta Salgótarjánban él, itt 1986-tól 2005-ig a város Filmszínházának dekoratőre volt. 1991 és 1995 között rendszeresen szerepelt a Fiatal Képzőművészek Stúdiója kiállításain.

## Kiállításai

### Egyéni
- 1990. Medves Hotel, Salgótarján
- 1993. Art Galéria, Szentendre; Művelődési Központ, Csongrád
- 1994. Művelődési Központ, Paks; Szerb templom, Balassagyarmat
- 2003. Városi Könyvtár, Pásztó
- 2006. Művelődési Központ, Balassagyarmat
- 2009. Unió Galéria, Budapest
- 2009. Euron Galéria, Budapest
- 2009. Váci Gyula Zeneiskola, Salgótarján
- 2011. " Nemart" Galéria Pécs
- 2015. Éden Balassi Bálint Megyei Könyvtár
- 2016. Hosszúhetény Nemes János Művelődési Központ

### Csoportos
- 1998. Őszi Tárlat, Salgótarján
- 1998. XXXI. Alföldi Tárlat, Békéscsaba
- 2000. VIII. Táblaképfestészeti Biennálé, Szeged
- 2000. ”Fehéren – feketén” , Műcsarnok, Budapest
- 2004. Nemzetközi Grafikai Kiállítás, Pilsen  ( Csehország )
- 2006. V. International Triennal Of Graphic , Bitola (Macedónia)
- 2007. Visegrádi Négyek, Karvina (Csehország)
- 2007. Visegrádi Négyek, Katowice (Lengyelország)
- 2008. „Ég és Föld”, Nógrádi Történeti Múzeum, (közös kiállítás Kalocsai Enikő festőművésszel), Salgótarján
- 2010. Rónai Művésztelep V. Összegző kiállítása
- 2011. Salgótarjáni Tavaszi Tárlat
- 2011. Debreceni Nyári tárlat
- 2011. XX. Miskolci Téli Tárlat
- 2011. Mostra, Spazio zero quattro, Viterbo (Olaszország)
- 2012. XXI. Miskolci Téli Tárlat
- 2013. Négy Elem MAOE kiállítás
- 2013. Radnóti emlékkiállítás Fise Galéria Budapest

## Publikációk
- Dukay Nagy Ádám: A káosz rendje ”Horgászvallomás” - Palócföld, 33. 1999. 3. 59-64. p.
- Szeifert Judit: Szellem a palackból Gelencsér János grafikái elé - Élet és Irodalom, 2002. július 19. 3. p.

## Díjak, elismerések
- 1999 Nógrádi Történeti Múzeum díja
- 2005 Miskolci Téli Tárlat, Salgótarjáni Városi Önkormányzat díja
- 2005 Szécsényi Őszi Tárlat díja
- 2007 Szécsényi Őszi Tárlat díja
- 2009 Tavaszi Tárlat, Nógrádi Történeti Múzeum díja
- 2019 Magyar Művészeti Akadémia díja

## Tagságok
- 1990. Fiatal Alkotóművészek Stúdiója
- 1994. Magyar Alkotóművészek Országos Egyesülete
- 2002. Magyar Grafikusművészek Országos Szövetsége

## Egyéb művészeti tevékenységei
2007-2019 között a salgótarjáni Dobroda zenekar brácsása. A zenekarban fiával, Ifj. Gelencsér Jánossal muzsikált együtt.